# 共中点道集
共中点道集（英語：Common midpoint gather）或共反射点道集（英語：Common reflection point gather）是是地震資料處理的最基本步驟之一，它是在地震資料採集完後，收集通過同一個地下反射點所有的地震道，而組構成的道集
。這些地震道都對同一地點從不同方向和角度的採樣， 這種多次採樣的目的是降低隨機噪音，增加信噪比。

### 地震資料採集
在採集地震數據之前，需要規劃地震勘測設計，選取各種參數包括，例如震源類型、接收器類型、震源間距、接收器間距，陣列，通道數量、採樣率、記錄長度等。 地震數據以地震道的形式記錄，也稱為震波曲线圖。它代表地震波由震源穿過地下，經由岩層的声阻抗界面，反射回到接收器的信號.

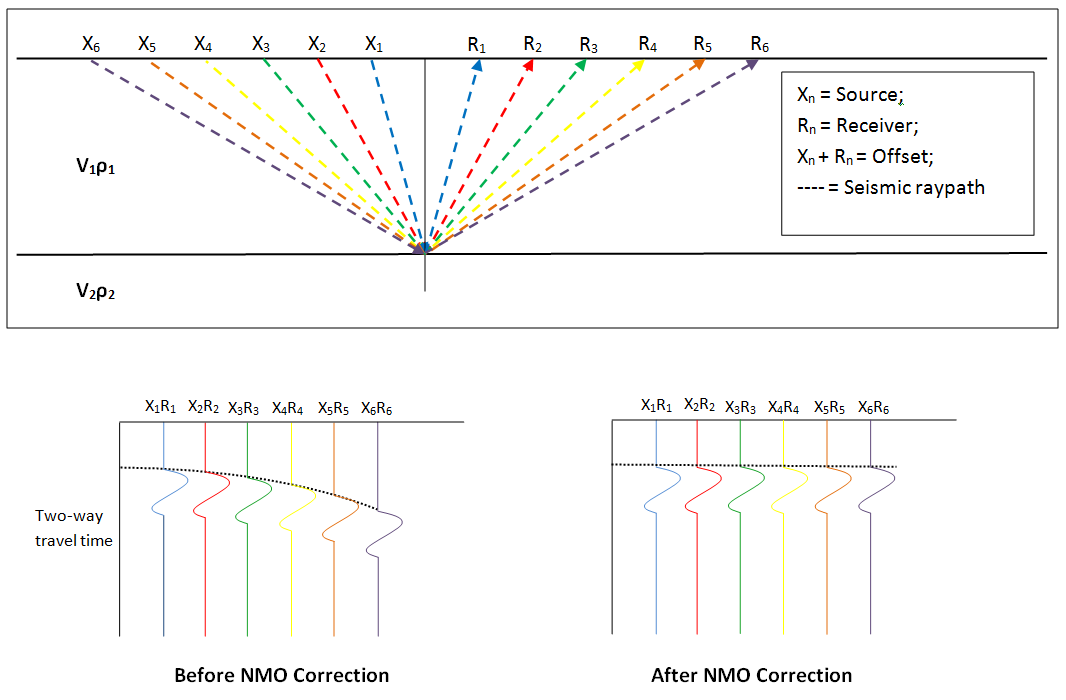
地震波根據共中點收集，然後根據动校正修正

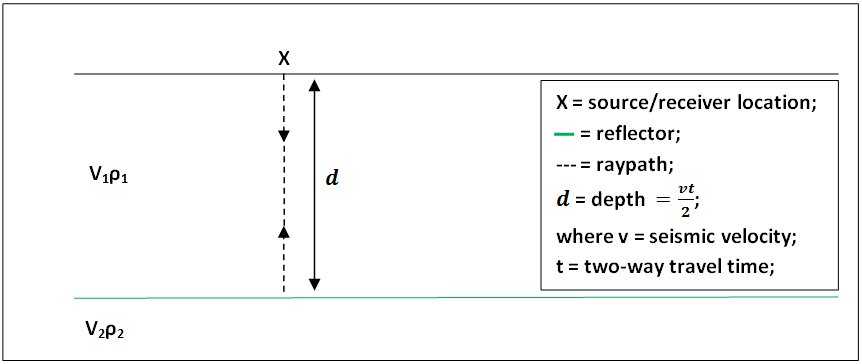
水平反射面炮檢距為0的反射波路徑圖

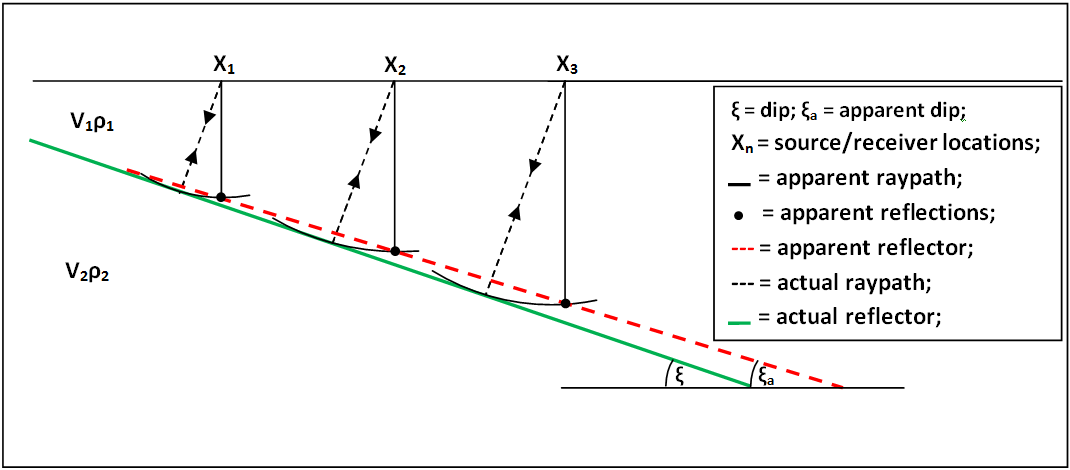
傾斜反射面炮檢距為0的反射波路徑圖及視傾角

### 地震數據處理
地震數據處理主要包括三個過程：反褶积、叠加速度分析 及地震偏移:
1. 反褶积又称反滤波（英語：inverse filter）,是通过压缩基本子波来提高地震数据垂向分辨率的处理过程[5]。反褶积不但能压缩子波长度而且能衰减多次波。這種地震数据處理方法是假設地下地層結構是一個反射系数的時間函數[6]。當地震震源子波與反射系数褶积后，形成的反射波就是檢波器所接受的信號。反褶积就是從信號中，導出反射系数的時間函數[7]。
2. 疊加速度分析是通過最佳擬合時距曲綫所得的地震波在介質傳播的速度值 [8]。疊加速度的推算必需依賴动校正。原理是設定一速度，根據雙曲線反射公式，對共中點（common midpoint )的道集，校正非法线反射到法线反射。若所設速度正確，在疊加這些道集后，反射波的振幅最大[2].[9].
3. 地震偏移是把地震记录上反射點回歸到其原来的真实位置。因爲反射面的傾斜，一個反射點的法綫,會被誤置在共中點的正下方，形成視傾角（見圖），故需要和把傾斜反射面歸位。偏移能消除繞射，尤其在地質複雜地區，偏移能對斷層，褶皺等構造的成像，增高精密度。

.
.